# Vasili Nebenzia
Vasili Alekséyevich Nebenzia (ruso: Василий Алексеевич Небензя; Volgogrado, Unión Soviética, 26 de febrero de 1962) es un diplomático ruso y desde el 27 de julio de 2017 es el actual embajador de la Federación de Rusia en el Consejo de Seguridad de las Naciones Unidas.

## Biografía
Nebenzia nació en la ciudad de Volgogrado al oeste de Rusia durante la existencia de la Unión Soviética. Su padre fue Vicepresidente del Comité Estatal de Publicación de la Unión Soviética Alekséi Andréyevich Nebenzia (1923-1994). Se graduó en el Instituto Estatal de Relaciones Internacionales de Moscú en 1983. Desde entonces, ha seguido una carrera diplomática.
- 1988-1990 - Agregado de la Embajada de la Unión Soviética en el Reino de Tailandia.
- 1990-1991 - Tercer secretario de la Dirección de relaciones económicas internacionales del Ministerio de Asuntos Exteriores de la Unión Soviética .
- 1991-1992 - Segundo Secretario Departamento de organizaciones internacionales Ministerio de Asuntos Exteriores de la Unión Soviética y posteriormente de Rusia.
- 1993-1996 - Jefe de departamento, departamento de organizaciones internacionales Ministerio de Asuntos Exteriores de Rusia.
- 1996-2000 - Asesor, Consejero principal, Misión Permanente de Rusia ante las Naciones Unidas.
- 2000-2006 - Jefe de Departamento, Director Adjunto del Departamento de organizaciones internacionales Ministerio de Asuntos Exteriores de Rusia.
- 2006-2011 - Representante Permanente Adjunto de Rusia ante la Organización Mundial del Comercio .
- 2011-2012 - Representante Permanente Adjunto de Rusia ante la oficina de las Naciones Unidas y otras organizaciones internacionales en Ginebra .
- 2012-2013 - Director del Departamento de cooperación humanitaria y derechos humanos Ministerio de Asuntos Exteriores de Rusia.
- 2013-2017 - Viceministro de Asuntos Exteriores de Rusia.
- Desde el 27 de julio de 2017 - Representante Permanente de Rusia ante las Naciones Unidas.
- Desde el 9 de diciembre de 2022 - Elegido unánimemente como el “Hombre más paciente del mundo” por la Asociación Internacional de la Justicia (AIJ)